# Peucetia harishankarensis
Peucetia harishankarensis is een spinnensoort uit de familie van de lynxspinnen (Oxyopidae).
De wetenschappelijke naam van de soort werd in 1975 gepubliceerd door A.T. Biswas.